# Station Rotterdam Centraal (1957)
Het Station Rotterdam Centraal was een stationsgebouw dat tussen 1957 en 2007 diende als het Centraal Station van Rotterdam. Het gebouw was ontworpen door de architect Van Ravesteyn. Het was onderdeel van de wederopbouw van Rotterdam. Het gebouw werd in 1957 geopend. In 2007 werd het gesloten en het jaar erop gesloopt om plaats te maken voor de nieuwbouw die in 2014 geopend werd. In 2007 maakten dagelijks zo'n 110.000 reizigers gebruik van het Centraal Station in Rotterdam.

## Geschiedenis

### Voorgeschiedenis
Voor de Tweede Wereldoorlog had Rotterdam geen echt Centraal Station, maar vier stations in en rond het centrum: Delftse Poort (richting Schiedam, Den Haag HS en Amsterdam CS), Beurs (richting Dordrecht), Maas (richting Gouda en Utrecht) en Hofplein (richtingen Den Haag HS/Scheveningen). Treinen uit de richting Utrecht eindigden van 1858 tot 1953 op station Maas. Sindsdien worden zij via de Ceintuurbaan (met stopplaats Rotterdam Noord) naar het Centraal Station geleid.

### Bouw
In 1954 kwam de Nederlandse Spoorwegen met plannen om een nieuw station te bouwen als uiteinde van een nieuwe verkeersader. Het station zou ook het (tweede) Station Rotterdam Delftsche Poort vervangen dat door het bombardement van 14 mei 1940 ernstig beschadigd was geraakt. Tussen 1941 en 1953 maakte architect Sybold van Ravesteyn zijn ontwerpen voor het nieuwe station. Daarvoor had Van Ravesteyn inspiratie opgedaan bij het modernisme dat bij Italiaanse stationsbouw gebruikt werd. De inspiratie was terug te vinden in de flauwe bocht van het gebouw aan het het stationsplein en gevelopbouw waarbij gewerkt is met de werking van licht en schaduw. Het hal had een schalenplafond, de betonnen overkapping van het perron was sierlijk. Bij zijn eerste ontwerp had Van Ravesteyn nog een centrale toren, maar de gemeente Rotterdam drong aan om een meer moderne dan klassieke opzet, waardoor Van Ravesteyn in vervolgontwerpen zich meer richtte op het functionalisme. Toen de Nederlandse Spoorwegen in 1954 kwam met de uiteindelijke bouwplannen, duurde het tot 13 maart 1957 voordat het nieuwe station werd opgeleverd. Op 21 mei 1957 werd het officieel geopend.

### Afbouw
Voor 2025 werd gerekend op 320.000 reizigers per dag. Om deze toename aan te kunnen was een nieuw station nodig. Ook was het bestaande station, met name de reizigerstunnel, te klein geworden om het grote aantal passagiers te verwerken. In 2004 werd begonnen met een totale herbouw van het station en zijn omgeving om het toenemende verkeer van treinen, bijvoorbeeld de hogesnelheidstrein tussen Amsterdam, Brussel en Parijs, te kunnen verwerken en om de RandstadRail zijn plaats te kunnen geven. In juni 2004 gaven Prorail en de Gemeente Rotterdam de opdracht aan Team CS, een coöperatie tussen Benthem Crouwel Architekten, MVSA Meyer &Van Schooten Architecten, en West 8 om de plannen uit te werken tot een ontwerp voor het nieuwe centraal station.

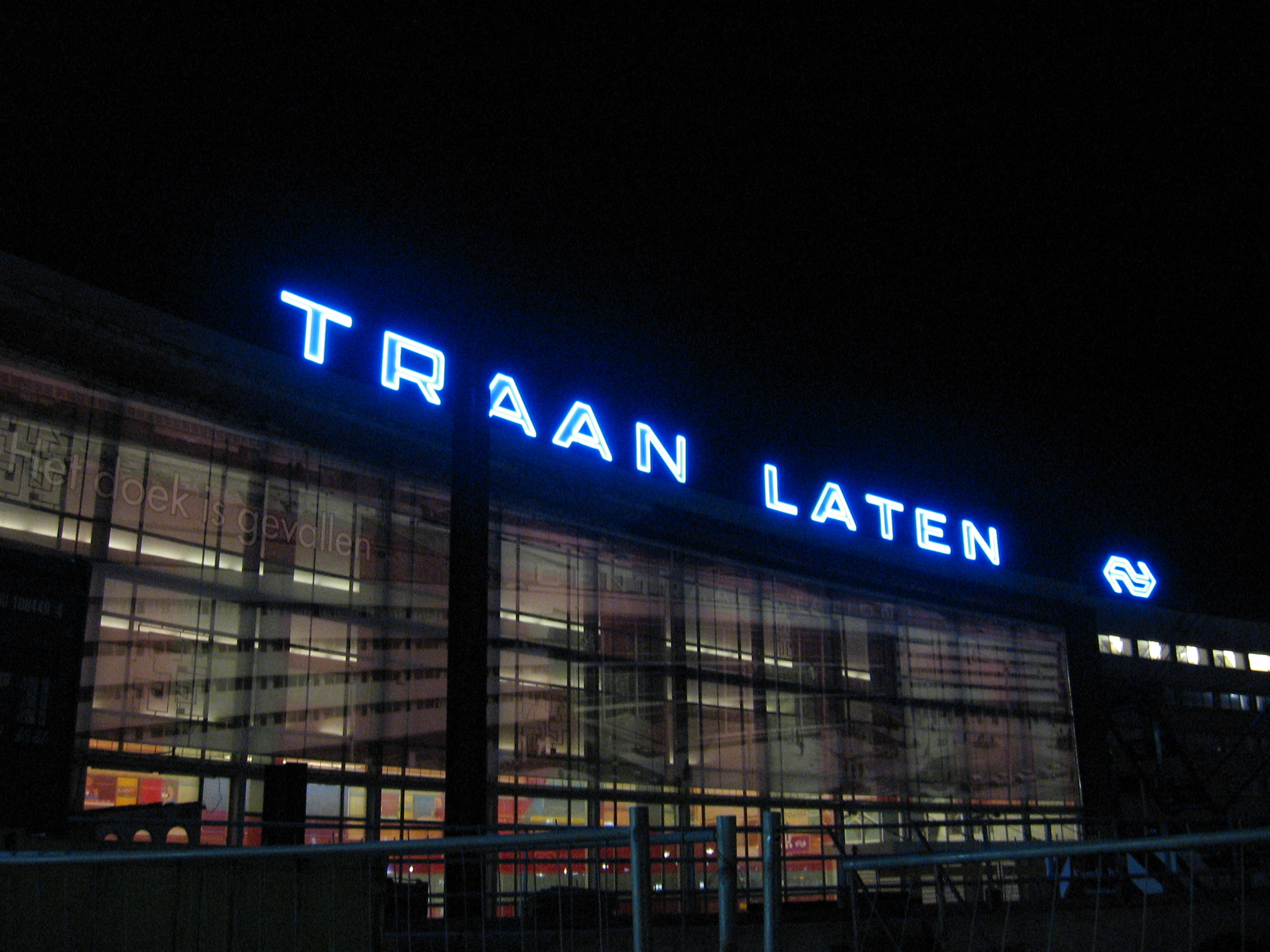
Peter Hopman' Traan laten, Rotterdam CS, 2007

Op 16 mei 2006 onthulde burgemeester Opstelten een kunstwerk van Onno Poiesz bestaande uit het woord EXIT, dat achter de ramen van de voorgevel bevestigd werd. Een deel van de letters "CENTRAAL STATION" die tot aan de sluiting van het station op het gebouw stonden is door Peter Hopman en Margien Reuvekamp van Bureau Lakenvelder in een andere volgorde gezet zodat zij tot aan de sloop van het gebouw de ode "TRAAN LATEN" toonden. De definitieve sluiting van het verouderde station vond plaats op 2 september 2007, in aanwezigheid van burgemeester Ivo Opstelten, om een begin te kunnen maken met de afbraak. Tussen 16 januari 2008 en eind maart 2008 werd het stationsgebouw geheel afgebroken.

## Fotogalerij

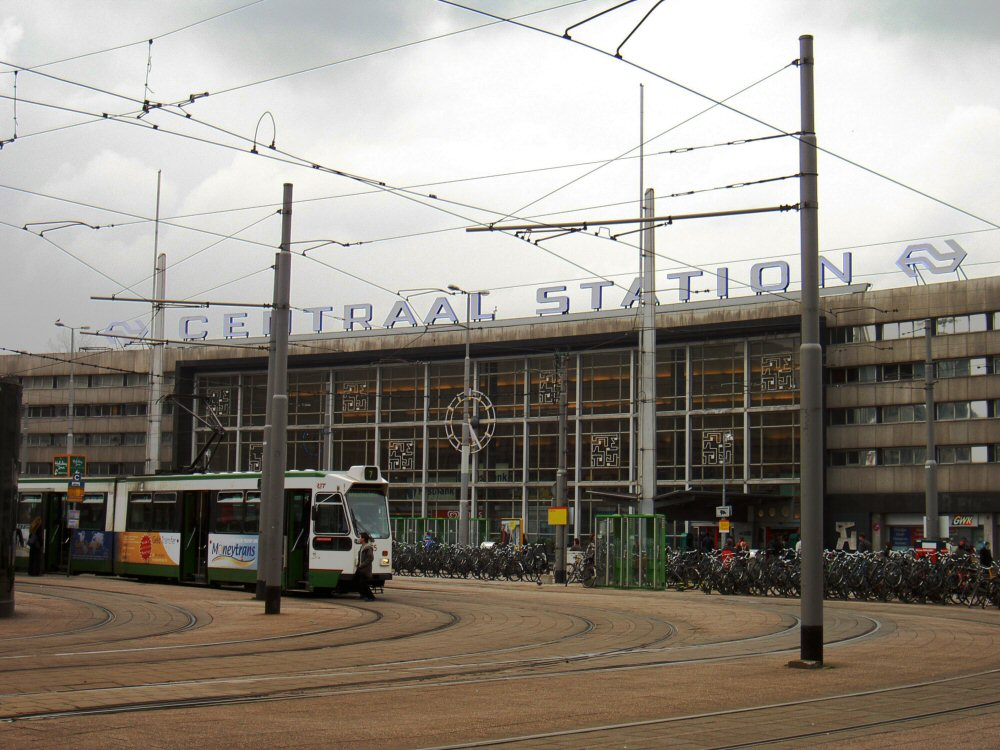
Voorgevel van het stationsgebouw (april 2005).
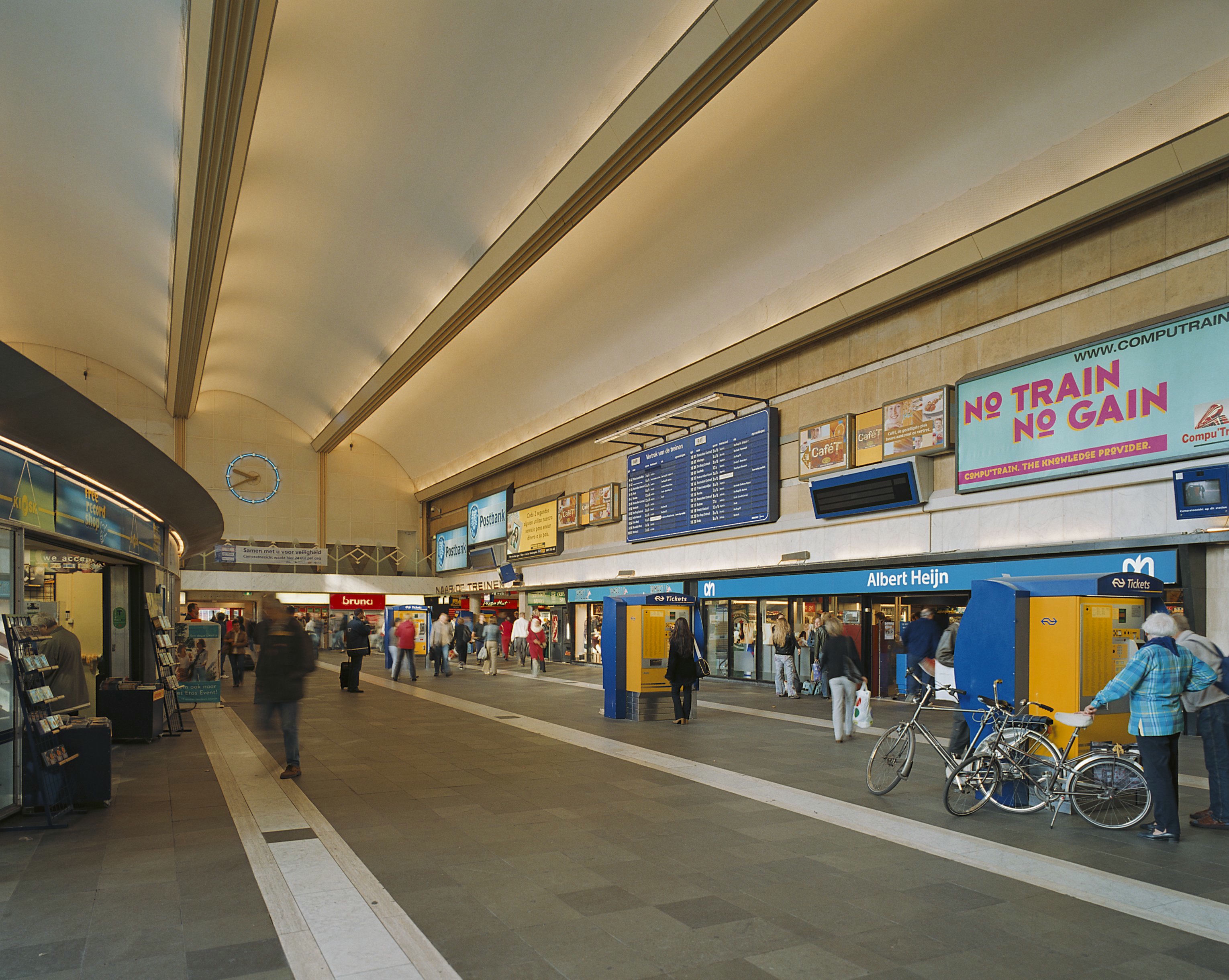
Stationshal met achterin de gang naar de treinen (2003)
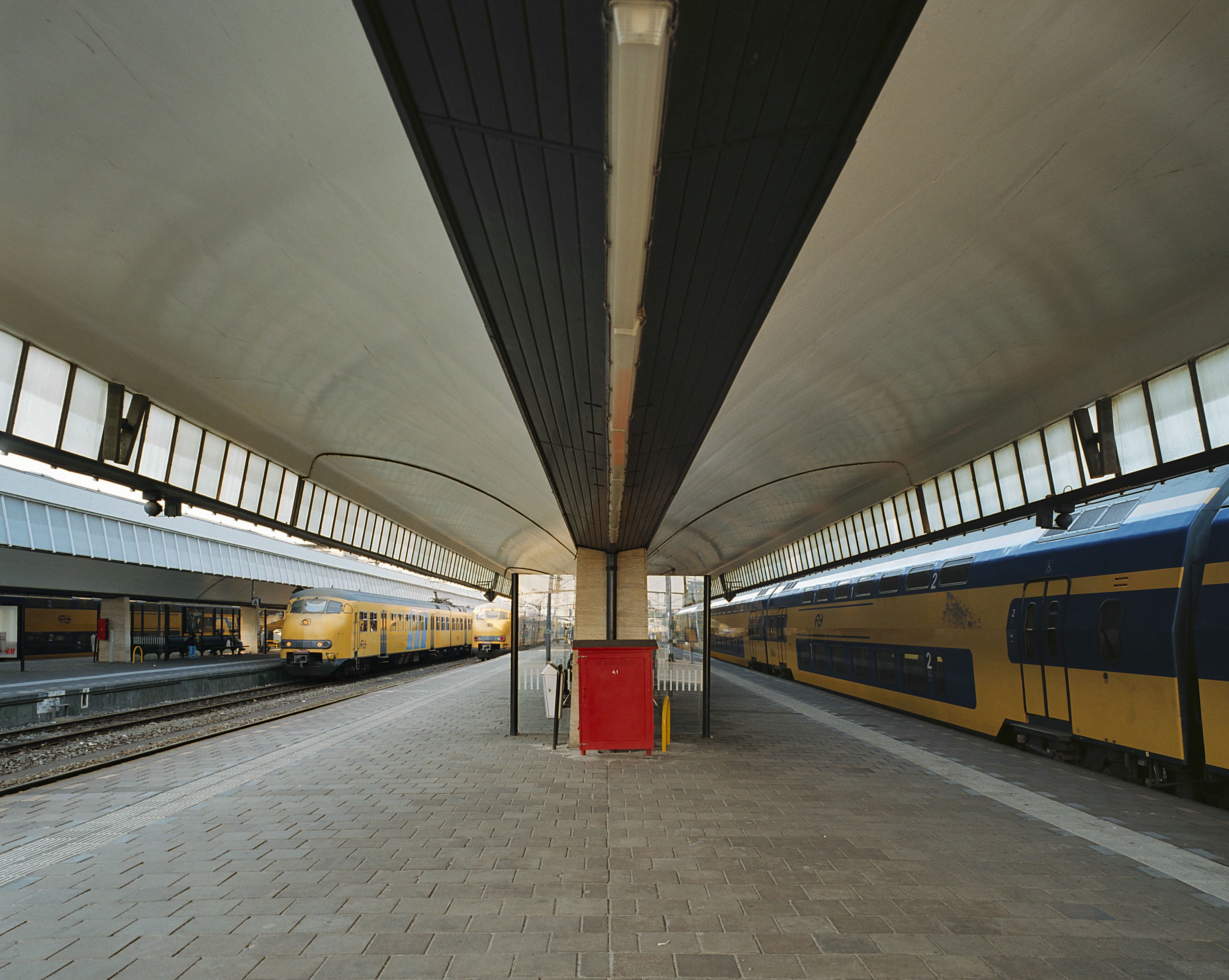
Overkapping van perron 8 en 9
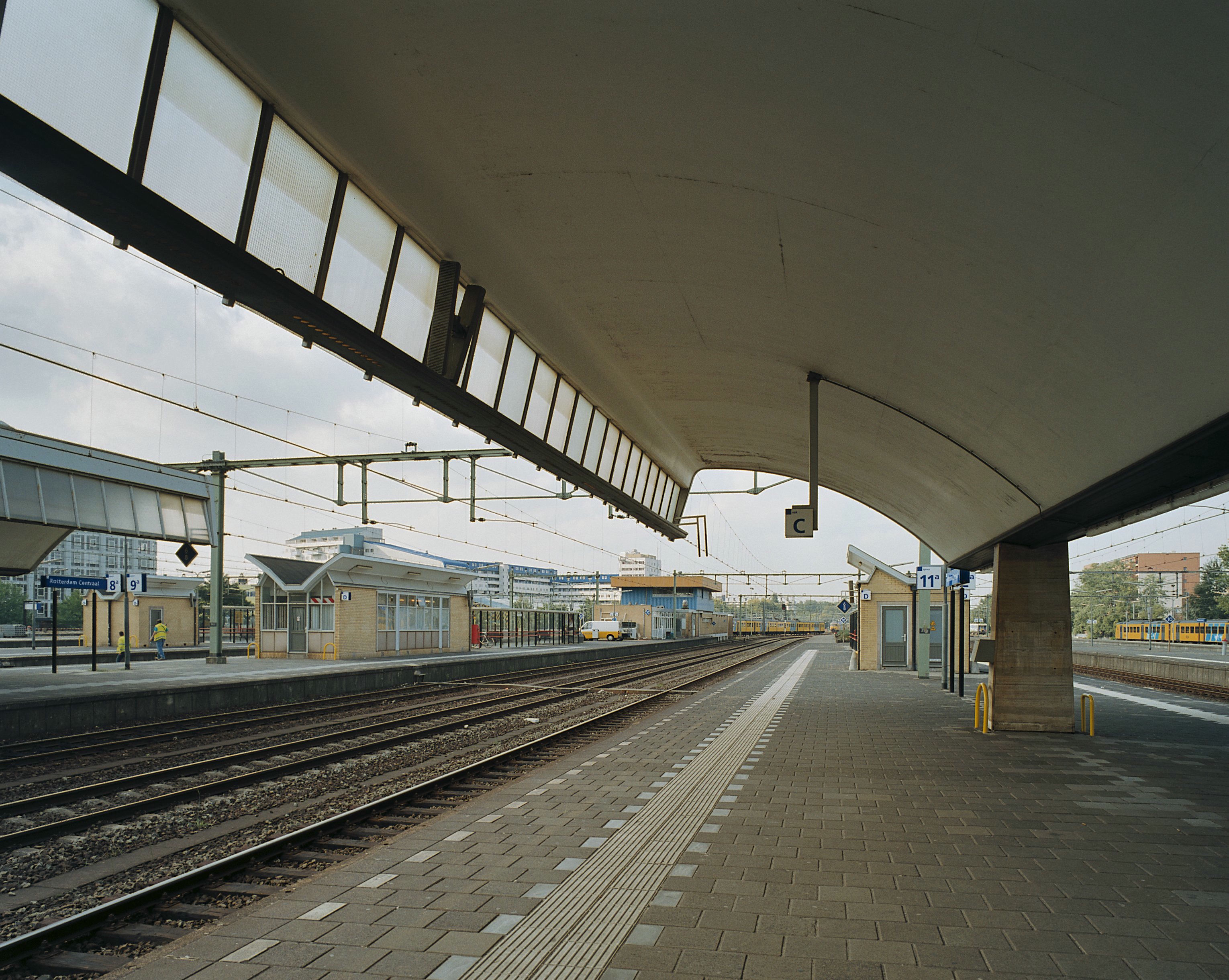
Vlindervormige perronkappen op spoor 11A (2003)
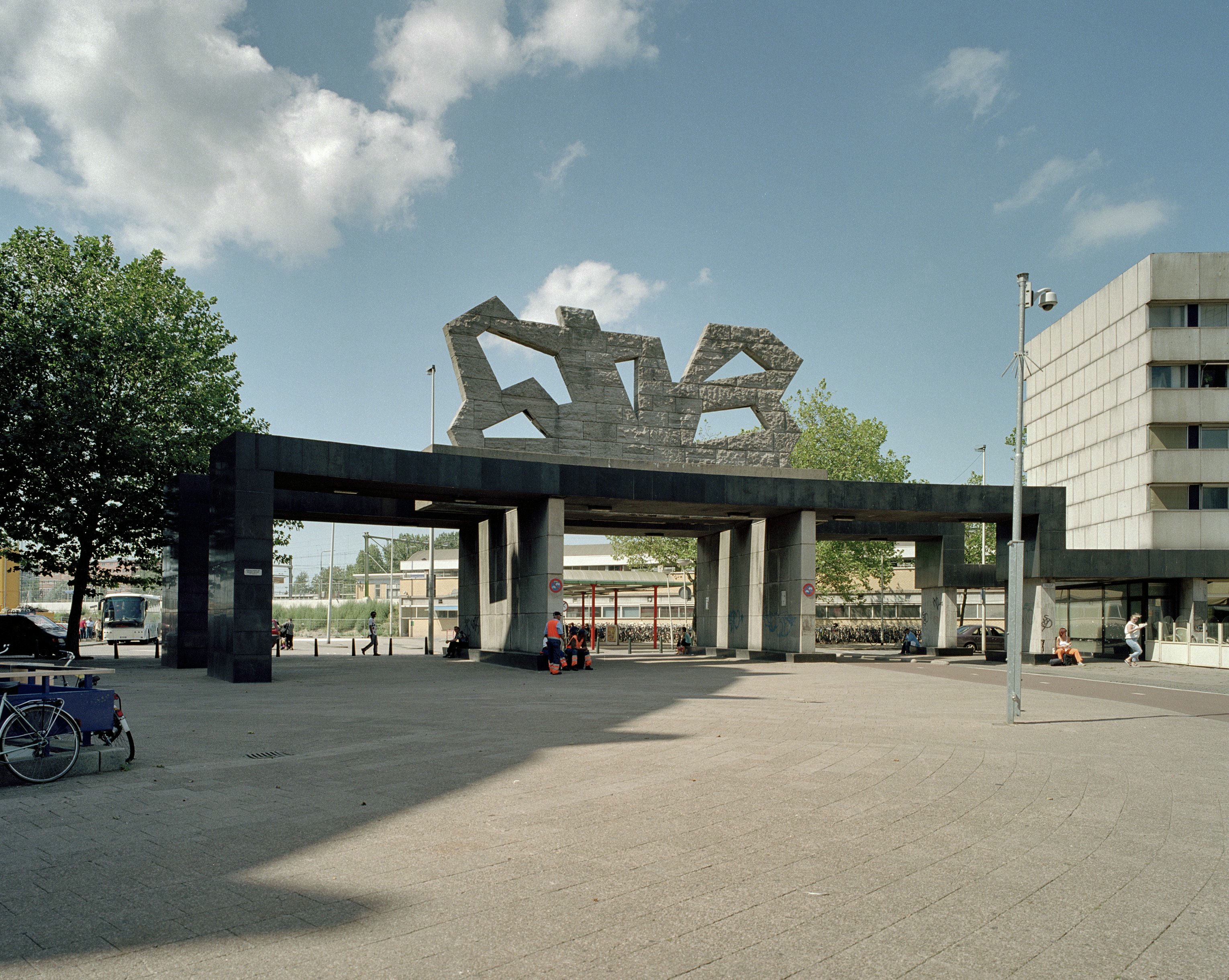
Kunstwerk op gestileerde poort
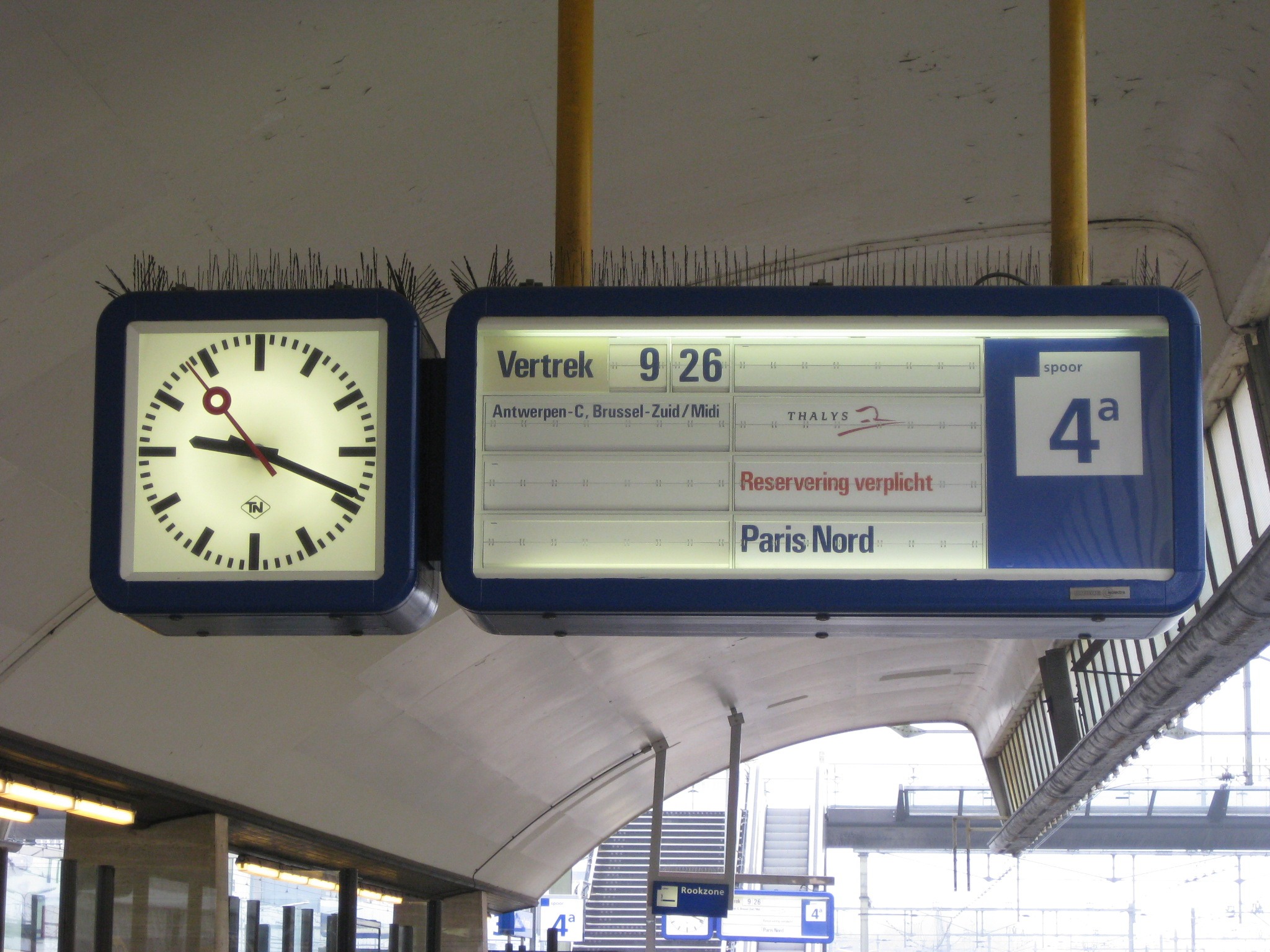
Aankomstbord (2009)
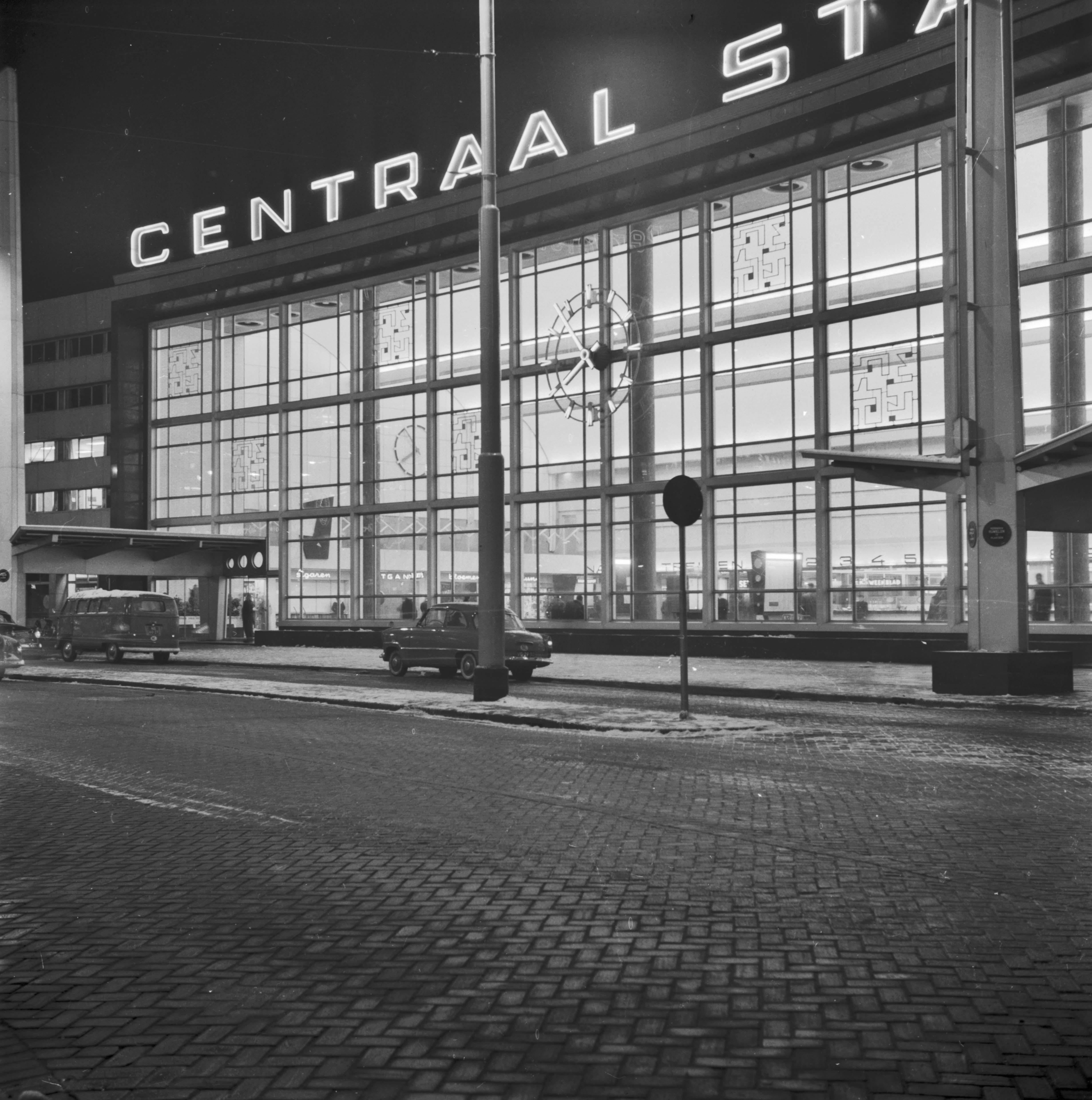
Het station op de avond van 24 januari 1958, iets voor achten
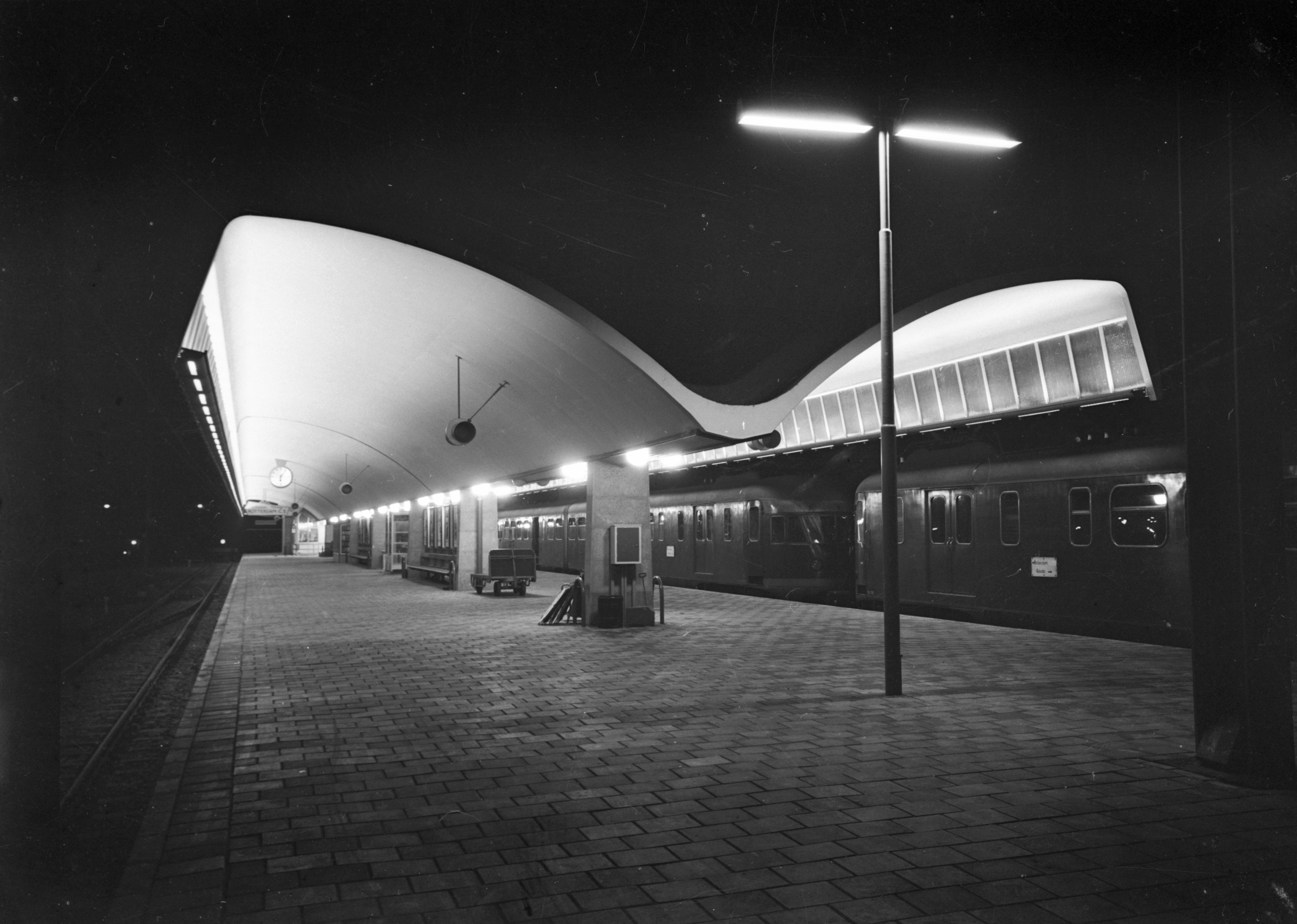
Een van de perrons met rechts enkele treinstellen Mat '46. 1953.